# 4195 T-1
4195 T-1 är en asteroid i huvudbältet som upptäcktes den 26 mars 1971 av den nederländsk-amerikanske astronomen Tom Gehrels och det nederländska astronomparet Ingrid van Houten-Groeneveld och Cornelis Johannes van Houten vid Palomarobservatoriet.
Asteroiden har en diameter på ungefär 5 kilometer och den tillhör asteroidgruppen Koronis.